# Jack Bauer (ciclista)
Jack Bauer (Takaka, 7 de abril de 1985) es un ciclista neozelandés que fue profesional entre 2010 y 2023.

## Trayectoria
Originalmente se inició en el ciclismo compitiendo en ciclismo de montaña, pasando al de carretera en 2007. En 2009 fue parte de la temporada compitiendo en Bélgica donde ganó varias carreras. Pasó a profesional en 2010 con el equipo británico Endura Racing. Esa temporada se consagró campeón neozelandés en ruta y ganó una etapa del Tour de Wellington.
En 2012 pasó al ciclismo de primer nivel al fichar por el Garmin y participó de su primer Gran Vuelta, el Giro de Italia. En la 15.ª etapa del Tour de Francia 2014 protagonizó una escapada de más de 200 km junto a Martin Elmiger, pero a unos 25 m del final de etapa fue alcanzado por el pelotón.
Al final del año 2023 puso fin a su carrera deportiva.

## Palmarés
2010
- Campeonato de Nueva Zelanda en Ruta
- 1 etapa del Tour de Wellington

2011
- 1 etapa del Tour de Utah

2013
- Japan Cup[3]

2014
- 2.º en el Campeonato de Nueva Zelanda en Ruta
- 1 etapa del Herald Sun Tour

2016
- 1 etapa de la Vuelta a Gran Bretaña

2017
- Campeonato de Nueva Zelanda Contrarreloj

## Resultados en Grandes Vueltas y Campeonatos del Mundo
| Carrera              | Carrera              | 2010 | 2011  | 2012  | 2013 | 2014  | 2015 | 2016 | 2017  | 2018  | 2019 | 2020 | 2021 | 2022  | 2023 |
| -------------------- | -------------------- | ---- | ----- | ----- | ---- | ----- | ---- | ---- | ----- | ----- | ---- | ---- | ---- | ----- | ---- |
|                      | Giro de Italia       | —    | —     | 114.º | —    | —     | —    | —    | —     | —     | 95.º | —    | —    | —     | —    |
|                      | Tour de Francia      | —    | —     | —     | Ab.  | 137.º | Ab.  | —    | 105.º | 121.º | —    | 83.º | —    | 121.º | —    |
|                      | Vuelta a España      | —    | —     | —     | —    | —     | —    | —    | —     | —     | —    | —    | —    | —     | —    |
| Mundial en Ruta      | Mundial en Ruta      | —    | 121.º | —     | Ab.  | 86.º  | —    | Ab.  | Ab.   | —     | Ab.  | —    | Ab.  | —     | —    |
| Mundial Contrarreloj | Mundial Contrarreloj | 23.º | 19.º  | —     | —    | —     | —    | 27.º | —     | —     | —    | —    | —    | —     | —    |

—: no participa

Ab.: abandono

## Equipos
- Endura Racing (2010-2011)
- Garmin/Cannondale (2012-2016)
  - Garmin-Sharp (2012-2014)
  - Team Cannondale-Garmin (2015)
  - Cannondale Pro Cycling Team (2016)
- Quick-Step Floors (2017)
- Mitchelton/BikeExchange (2018-2022)
  - Mitchelton-Scott (2018-2020)
  - Team BikeExchange (2021)
  - Team BikeExchange-Jayco (2022)
- Q36.5 Pro Cycling Team (2023)